# El Tejocote, Hidalgo
El Tejocote är en ort i Mexiko.   Den ligger i kommunen Omitlán de Juárez och delstaten Hidalgo, i den sydöstra delen av landet, 90 km nordost om huvudstaden Mexico City. El Tejocote ligger 2 685 meter över havet och antalet invånare är 141.
Terrängen runt El Tejocote är kuperad. Runt El Tejocote är det ganska tätbefolkat, med 93 invånare per kvadratkilometer. Närmaste större samhälle är Pachuca de Soto, 9,8 km väster om El Tejocote. I omgivningarna runt El Tejocote växer i huvudsak blandskog.